# اچ‌اس‌دابلیوام‌اس رموس (۲۸)
اچ‌اس‌دابلیوام‌اس رموس (۲۸) (به انگلیسی: HSwMS Remus (28)) یک کشتی است که طول آن ۸۳٫۵ متر (۲۷۳ فوت ۱۱ اینچ) می‌باشد. این کشتی در سال ۱۹۳۴ ساخته شد.